# 惠氏
惠氏公司，原名美國家庭用品公司（英語：American Home Products），乃一家以研究及製造藥品為主要業務的製藥工程公司，總部位於美國紐澤西州。它的業務涉及處方藥和非處方藥的研究、開發及製造和經營領域以及疫苗、生物工程、農產品以及動物健康產品領域。

## 历史
1994年，美國家庭用品公司併購美國氰胺公司，改名為惠氏公司。
2009年1月26日，輝瑞公司宣布其將以現金和換股方式收購惠氏；輝瑞將會向惠氏股東提出每股50.19美元的收購價，包括33美元現金加0.985股輝瑞股票，交易總額約為680億美元。2009年10月15日，惠氏成為輝瑞子公司。
2012年4月23日，雀巢以118.5億美元收購輝瑞旗下的嬰兒食品部門惠氏奶粉之業務。

## 亞洲業務

### 香港
惠氏香港成立於1985年。惠氏公司在香港主要經營三項業務：第一類業務是營養品，包括幼兒營養奶粉及孕婦補充奶粉；第二類業務是非處方藥，主要是女性口服避孕藥或痔瘡藥；第三類業務是處方藥，包括抗生素、腦神經藥、生物製藥、免疫抑制劑、肺炎鏈球菌疫苗及婦女保健產品。

### 臺灣
惠氏在臺灣有三家子公司：美商惠氏藥廠（亞洲）股份有限公司臺灣分公司（Wyeth-Ayerst（Asia） Ltd., Taiwan Branch）、台灣惠氏股份有限公司（Wyeth Taiwan Corporation）及富道動物藥品股份有限公司（Fort Dodge Animal Health Taiwan Ltd.）。其中，台灣惠氏股份有限公司之前身是臺灣氰胺股份有限公司，為美國氰胺公司與台灣糖業公司在1960年合作投資成立的第一家設立於臺灣的中外合資製造業公司。